# Afrikaanse paradijsmonarch
De Afrikaanse paradijsmonarch (Terpsiphone viridis) is een zangvogel uit de familie  Monarchidae (monarchen).

## Kenmerken
De lichaamslengte, exclusief verlengde staartveren van een volwassen mannetje,  bedraagt 18 cm. De verlengde, middelste staartpennen zijn 10 tot 18 cm lang. De vogel weegt  gemiddeld 12,7 gram (vrouwtje) of 13,8 gram (mannetje). Het verenkleed is zeer variabel. Bij alle typen heeft het volwassen mannetje een glanzende, vrij donkere kop met een kuifje, lange middelste staartpennen en een roodbruine rug en mantel en licht of donkergrijze buik en borst. De vleugeldekveren en bovenkant van de staart zijn zwart met wit, maar zeer variabel. Het mannetje van de nominaat  (T. v. viridis) is van boven kastanjekleurig roodbruin met een witte rand op de vleugel. De buik en borst zijn glanzend blauwzwart. Het vrouwtje lijkt op het mannetje, maar de staartpennen zijn niet verlengd, zij is wat doffer bruin en ook minder glanzend zwart op de buik en de witte streep op de vleugel ontbreekt.
Er bestaan vijf verschillende kleurvarianten, met bovendien nog kleine verschillen in verenkleed bij de 10 verschillende ondersoorten. Zo heeft bijvoorbeeld de ondersoort  T. v. ferreti heel veel wit op de vleugel en de ondersoort  T. v. plumbeiceps  (uit Zuid-Angola, zuidwestelijk Tanzania, Mozambique en noordelijk Zuid-Afrika) geen zwarte, maar een donker loodgrijze kop, borst en buik en een roodbruine rug en mantel en witte of heel licht roestkleurige onderstaartdekveren.

## Verspreiding en leefgebied
Deze soort komt voor in Afrika en  Arabië en telt tien ondersoorten:
- T. v. harterti: het zuidelijk Arabisch Schiereiland.
- T. v. viridis: van Senegal en Gambia tot Sierra Leone.
- T. v. speciosa: van zuidelijk Kameroen tot zuidwestelijk Soedan, Congo-Kinshasa en noordoostelijk Angola.
- T. v. ferreti: van Mali en Ivoorkust tot Somalië, Kenia en Tanzania.
- T. v. restricta: zuidelijk Oeganda.
- T. v. kivuensis: van zuidwestelijk Oeganda tot oostelijk Congo-Kinshasa en noordwestelijk Tanzania.
- T. v. suahelica: westelijk Kenia en noordelijk Tanzania.
- T. v. ungujaensis: oostelijk Tanzania en de nabijgelegen eilanden.
- T. v. plumbeiceps: van Angola tot zuidwestelijk Tanzania, Mozambique en noordelijk Zuid-Afrika.
- T. v. granti: oostelijk en zuidelijk Zuid-Afrika.

Het leefgebied bestaat uit parkachtig landschap met hoge bomen zoals bossavanne, aangeplant bos, parken en grote tuinen, bosranden van regenwoud en riviergeleidend bos. De vogel mijdt dicht regenwoud en terrein met alleen doornig struikgewas.

## Status
De grootte van de wereldpopulatie is niet gekwantificeerd. De vogel is plaatselijk talrijk en men veronderstelt dat de soort in aantal stabiel is. Om deze redenen staat de Afrikaanse paradijsmonarch als niet bedreigd op de Rode Lijst van de IUCN.